# إيان ماهينمي
إيان ماهينمي (بالفرنسية: Ian Mahinmi)‏ مواليد 5 نوفمبر 1986، هو لاعب كرة سلة فرنسي سابق، كان يلعب مع فريق إنديانا بايسرز في الرابطة الوطنية لكرة السلة وحمل الرقم 28. يبلغ طوله 6 قدم 11 بوصة (2.1 م).

## روابط خارجية
- إيان ماهينمي على موقع الاتحاد الدولي لكرة السلة (الإنجليزية)
- إيان ماهينمي على موقع إن بي أي (الإنجليزية)
- إيان ماهينمي على موقع سبورتس رفرنس (الإنجليزية)
- إيان ماهينمي على موقع كرة السلة الأوروبية.كوم (الإنجليزية)
- إيان ماهينمي على موقع إي إس بي إن.كوم (الإنجليزية)
- إيان ماهينمي على موقع ريلجم (الإنجليزية)
- إيان ماهينمي على موقع بروبوليرز (الإنجليزية)
- إيان ماهينمي على موقع سبورتس رفرنس (الإنجليزية)
- إيان ماهينمي على موقع سبورتس رفرنس (الإنجليزية)